# Bobby Roode
Robert Francis Roode (Peterborough, 11 maggio 1976) è un ex wrestler canadese sotto contratto con la WWE, dove svolge il ruolo di produttore.
In WWE ha vinto una volta l'NXT Championship, il 24/7 Championship, lo United States Championship e lo SmackDown Tag Team Championship (con Dolph Ziggler) mentre ha vinto due volte il Raw Tag Team Championship (una con Chad Gable e una con Dolph Ziggler). È principalmente ricordato per i suoi trascorsi tra il 2004 e il 2016 nella Total Nonstop Action Wrestling, federazione nella quale ha vinto due volte il TNA World Heavyweight Championship, una volta il TNA King of the Mountain Championship e sei volte il TNA World Tag Team Championship (cinque volte con James Storm e una volta con Austin Aries); il suo primo regno con il TNA World Heavyweight Championship, durato 256 giorni, è il più lungo nella storia del titolo.

## Carriera

### Circuito indipendente (1998–2004)
Cresciuto a Peterborough in Ontario, frequenta il Kenner College H.S. e diventa un assistente dei "Petes" della Ontario Hockey League's Peterborough, la squadra dei futuri campioni di Hockey su ghiaccio come Tie Domi, Mike Ricci e Chris Pronger.
Nella stessa città prende in seguito lezioni di wrestling dagli allenatori Sean Morley e Shane Sewell e, dopo un anno di allenamenti, con il ring name di Lee Awesome debutta, nel giugno del 1998, contro Pete Rock.
In seguito lavora per varie promozioni canadesi del wrestling ed appare anche nella promozione portoricana, il World Wrestling Council, prima di partecipare ai Dark match della WWE ed avere, nel 2004, l'opportunità di firmare un contratto con la TNA.
Nel 2001 lavora anche per la Real Action Wrestling dove forma (con Kingman e Mike Hughes) una heel stable che prende il nome di "The Kardinal Sinners" .

### Total Nonstop Action Wrestling (2004–2016)
Nel maggio 2004, dopo essere stato assunto presso la TNA su segnalazione di Scott D'Amore, Roode, assieme a Eric Young e Petey Williams, debutta in una stable Heel che prende il nome di Team Canada e coinvolta in alcune faide contro i 3Live Kru e gli America Most Wanted (James Storm, Chris Harris e Gail Kim). Nel settembre 2004 partecipa al Can-Am Tag Team Championship, il campionato della BCW (posseduta da Scott D'Amore) e vince il titolo, assieme a Petey Williams, sconfiggendo N8 Mattson e Eddie Venom detentori del titolo.
Nel giugno del 2006, il Direttore del Mangment Jim Cornette scioglie il Team Canada e Roode, dopo aver militato in questo team per quasi due anni incomincia un feud contro Eric Young.
Nella seconda metà del 2006 ed in scadenza di contratto, Roode nel ruolo di Free agent ed alla ricerca del manager più adatto a portarlo verso la sfida del titolo NWA World Heavyweight Championship sceglie di farsi assistere da Traci Brooks, e dopo aver assunto il nuovo ring name di "Robert Roode", cambia anche quello della sua nuova valletta in "Ms. Brooks".
La sua faida contro Young è una storyline che si sviluppa dopo che a Ms. Brooks (che contro quest'ultimo perse un bikini contest al Turning Point) giunge la richiesta di sedurlo con un rapporto sessuale e, in seguito, proporgli di firmare un contratto con "Robert Roode Inc.".
Young dal canto suo, si difende dicendo di avere un amico misterioso, e dopo aver atteso che Roode affrontasse l'ignaro Petey Williams ritenendo che fosse l'amico annunciato da Young, rivela questo segreto in Jeff Jarrett per costringere Roode a sfidare quest'ultimo al Sacrifice. Roode vince contro Jarret e sfida Young al Slammiversary del 2007 dove, giunto al punto di schienarlo, si vede sfumare l'impresa a causa di un intervento di Jim Cornette che, dopo essere uscito da dietro le quinte, prende un microfono e chiede la ripetizione dell'incontro. Questa volta vinto da Young.
Nel luglio dello stesso anno Roode e Ms. Brooks aiutano la Christian's Coalition (Christian Cage, Tomko e A.J. Styles) contro Abyss e Sting. E nella puntata del 26 luglio, vengono annunciati come parte della stable.
Nelle settimane successive riescono infine a ricoprire di catrame e piume Eric Young, il rivale del loro feud appena sconfitto dal Team 3D, e il 7 agosto Young chiede una rivincita a Roode da disputarsi come "Humiliation match" durante l'imminente Hard Justice, dove il perdente avrebbe dovuto subire la stessa onta.
Roode vince, ma litiga con Ms. Brooks nel momento dell'umiliazione di Young e tra i due incomincia la storyline che vedrà Roode trasformarsi in un personaggio misogino.
Nell'autunno del 2007, viene rivelato che Ms. Brooks e Robert Roode non sono legati sentimentalmente e che l'unica ragione per cui lei continui a subire i suoi abusi è il fatto che vuole aiutare la propria madre ammalata. L'8 novembre Ms. Brook finalmente reagisce ai suoi brutti modi e, dopo essersi allontanata dal ring, decide di attaccare una persona del pubblico che, già da qualche tempo, si diceva essere la sua "Fan numero 1".
All'inizio del 2008, dopo l'arrivo in TNA di Booker T, Roode torna di nuovo a schierarsi con Christian Cage (il quale si era dichiarato contrario all'arrivo dello stesso Booker T in TNA) e, durante il Final Resolution sfida, in coppia con Ms. Brooks, lo stesso Booker e sua moglie Sharmell.
Alla fine del match, Roode aggredisce Ms. Brooks accusandola di essere la causa della sconfitta e, dopo l'intervento di Sharmell in difesa di lei, Roode colpisce involontariamente con un pugno sulla mascella quest'ultima sopraggiunta alle sue spalle e, in seguito, si ritrova costretto a fuggire rocambolescamente dal ring per non incorrerre nella furia di Booket T.
Nell'episodio successivo, Roode licenzia Ms. Brooks e, dopo aver cercato di aggredirla, viene fermato da Jim Cornette. Lei, una volta scesa dal ring aggredisce ancora una volta la ragazza in piedi tra il pubblico e da tempo inquadrata come una fan di Roode. Donna che Roode assumerà in seguito posto di Ms. Brooks e di cui viene rivelato il ring name di Ms. Payton Banks.
Ms. Payton Banks viene a sua volta aggredita verbalmente da Roode dopo la sconfitta subita contro Booker T e Sharmell al Lockdown e dopo averla insultata con maggiori impropri di quelli con cui si era rivolto a Ms. Brooks, nei mesi precedenti, Roode licenzia anche quest'ultimo manager femminile.
Roode, dopo aver abbandonato l'aspetto misogino che lo aveva caratterizzato per più di un anno, forma in seguito il team Beer Money, Inc assieme a James Storm e trova come manager Jacqueline, già alle dipendenze di Storm in precedenza.
Questa formazione vince quattro volte il TNA World Tag Team Championship ed i due, dopo che alla manager (Jacqueline) vengono assegnati altri compiti, nel maggio del 2009 passeranno tra i face per restarvi fino al marzo del 2010 prima di ritornare ad essere heel.
Nel settembre 2011, Roode raggiunge il suo primo risultato importante come singolo wrestler vincendo le Bound for Glory Series e divenendo il principale sfidante al TNA World Heavyweight Championship detenuto da Kurt Angle. Nelle settimane successive sconfigge uno ad uno i membri della Fortune, compreso il compagno di Tag Team, James Storm. La settimana prima di Bound For Glory sconfigge Scott Steiner e Jeff Jarrett in un handicap match, al termine del match viene attaccato dagli Immortal, compreso Kurt Angle, l'intervento di Storm non basta a salvare Roode, ma tra la sorpresa generale arriva Jeff Hardy ad aiutare il primo sfidante. A Bound for Glory perde contro Angle. Nell'edizione seguente di Impact viene rivelato che Hulk Hogan ed Eric Bischoff hanno posto una clausola nel contratto dell'incontro tra Roode ed Angle che impedisce al canadese di disputare un rematch con l'eroe olimpico. La stessa sera, di tutta risposta, Sting (nuova authority figure della TNA) sancisce un match per il TNA World Heavyweight Championship tra Kurt Angle ed il compagno di team di Roode, James Storm. Storm sconfigge Angle in pochi minuti grazie al Last Call Superkick, laureandosi campione.
Nell'edizione del 3 novembre di Impact!, Roode sconfigge Storm in un match valevole per il TNA World Heavyweight Championship colpendolo con una bottiglia di birra, azione che di fatto porta al Turn Heel di Roode ed allo scioglimento dei Beer Money, Inc. e all'allontanamento dai Fortune. La settimana successiva Roode difende il titolo in un rematch contro Storm eseguendo un roll up a tradimento su uno Storm stremato e sanguinante dopo un attacco nel backstage. Subito dopo il match viene sfidato dal suo ex compagno di stable A.J. Styles. A Turning Point Roode batte Styles con uno schienamento irregolare. A Final Resolution Roode difende con successo il titolo sempre contro Styles in un Iron Man match da 30 minuti finendo sul risultato di 3-3. Nella puntata successiva al PPV, Robert Roode sconfigge AJ Styles in un match valevole per il TNA World Heavyweight Championship, conservando il titolo. Al PPV Genesis 2012, Roode viene sconfitto da Jeff Hardy per squalifica, in un match valevole per il TNA World Heavyweight Championship, conservando il titolo. Durante la puntata di Impact! del 25 maggio, dopo aver conservato il titolo sconfiggendo AJ Styles, Roode viene attaccato dal rientrante Sting. Nella puntata di Impact! del 31/05/2012, viene sconfitto da Sting in un Lumber Jack match, non valevole per il titolo. Dopo il match, viene annunciato il match tra Sting e Roode a Slammiversary X con in palio il titolo. A Slammiversary X riesce a conservare il titolo colpendo Sting con una bottiglia di vetro mentre l'arbitro era di spalle. Dopo il match, viene però colpito da Sting, che lo mette KO effettuandogli una Scorpion Deathdrop sulla rampa d'accesso.
Roode perde il titolo ai danni di Austin Aries a Destination X 2012, la settimana successiva chiede un rematch all'attuale GM di Impact!, Hulk Hogan, lui glielo concede alla Open Fight Night che si terrà il 19 luglio ma afferma che sarà un no title match e che la vera rivincita con il titolo in palio si terrà ad Hardcore Justice. Nella puntata del 19 luglio perde il match per squalifica poiché gli Aces & Eights attaccano prima Aries e poi lo stesso Roode. Ad Hardcore Justice non riesce a riconquistare il TNA World Heavyweight Title dopo essere stato schienato dallo stesso Aries. A No Surrender interviene nella semifinale delle BFG Series, nel match che vede contrapposti Bully Ray & James Storm, costando la vittoria al suo ex partner. Questo gesto fa scaturire una feud tra i due che si affrontano in uno Street fight match, a Bound for Glory, in cui King Mo era lo special guest enforcer, ma Roode alla fine viene sconfitto. L'11 novembre, a Turning Point, è sconfitto nuovamente da Storm in un three-way number one contenders match per il World Heavyweight Championship in cui era coinvolto anche A.J. Styles. Nel successivo episodio di Impact! però Roode sconfigge Storm in un rematch aggiudicandosi così la title shot. Durante l'episodio del 6 dicembre, Roode assolda gli Aces & Eights per pestare il campione Jeff Hardy. Tre giorni più tardi, a Final Resolution, fallisce la sua rincorsa al titolo, ma al termine del match sia lui che Hardy vengono assaliti dagli Aces & Eights. Successivamente si verrà a sapere che ad assoldarli stavolta è stato Aries proprio per impedire a Roode di vincere il titolo. La settimana successiva, Roode restituisce il favore ad Aries nel main event contro Jeff Hardy, costandogli la conquista del titolo. Roode e Aries si affrontano così in un number one contenders match nel successivo episodio di Impact!. L'incontro si conclude in un no contest per via di varie scorrettezze, per poi venir messi fuorigioco da Hardy. La rivalità culmina così in un three-way elimination match, il 13 gennaio 2013, a Genesis, dove sia Roode che Aries si arrendono ancora una volta a Jeff Hardy.
Il 25 gennaio, nell'episodio di Impact! registrato a Manchester, Roode e Aries sconfiggono Chavo Guerrero e Hernandez conquistando il TNA World Tag Team Championship. Partecipa alle bound for glory series 2013 riuscendo a qualificarsi ottenendo il terzo posto dopo essere stato sconfitto in seminale da magnus.a impact 10/10/13 mentre stava festeggiando il suo ingresso nella hall of fame degli ego viene interrotto dall'arrivo di kurt angle che fa il suo ritorno ad impact lo attacca e lo sfida per un match da tenersi a TNA Bound for Glory 2013, a Bound for Glory sconfigge Kurt Angle dopo un bellissimo incontro. Nella puntata di Impact! del 5 dicembre Roode perde contro Jeff Hardy.
Nel 2014 Roode inizia una faida con Bully Ray per decretare chi sia il re dei tavoli, ad Impact! si riconcilia con il suo ex compagno di coppia James Storm e insieme affrontano Bully Ray e Gunner in un tag team match che vincono dopo che Storm schiena Gunner dopo un Last Call Superckick.
La faida con Bully Ray culmina in un match a Sacrifice proprio in un table match vinto da Roode grazie all' intervento di Dixie Carter travestita da uomo che spinge Bully Ray sopra al tavolo mentre l'arbitro e al tappeto e fa suonare la campanella decretando la vittoria di Roode.
La settimana dopo ad Impact!, MVP sancisce che coloro che hanno vinto il loro match a sacrifice (Roode, Gunner e Mr. Anderson) si affrontino in un torneo per decretare lo sfidante di Eric Young per il titolo dei pesi massimi quella notte ad Impact!, per decretare i partecipanti al primo match MVP prende un mazzo di carte, chi pescherà la carta più alta non parteciperà al primo match, a pescare la carta più alta è proprio Bobby Roode e quindi il primo match sarà fra Mr. Anderson e Gunner. Il match venne vinto da Gunner grazie anche all' intervento di James Storm che per sbaglio colpisce Mr. Anderson. Il match per decretare lo sfidante di Young è quindi fra Bobby Roode e Gunner e questo viene vinto da Bobby Roode che quindi sarà lo sfidante di Eric Young. I due si affrontano in un match quella sera per il titolo dei pesi massimi, match che Roode perde dopo un lungo incontro. La settimana seguente ad Impact!, Roode confronta con Eric Young chiedendogli un'alta possibilità per vincere il titolo dei pesi massimi nel main event di quella puntata. Young acconsente ma all'improvviso interviene MVP che dice di essere lui a decidere i match. Dopo un diverbio culminato in una rissa MVP sospende a termpo indeterminato Roode. Viene reintegrato nella puntata del 26 giugno dal successore di MVP, Kurt Angle. La settimana successiva batte Kenny King in uno Street Fight Match.
Il 16 gennaio 2015, nella puntata di Impact!, Roode è stato sconfitto da Eric Young in un No Disqualification match.
Nel 2015 riforma con Austin Aries i Dirty Heels, ed assieme sfidano i Wolves in una Best of 5 series per i titoli di coppia resi vacanti dagli Hardys. Nel primo match Best of 5 perdono e i Wolves si portano sul 1-0. Nel main event della settimana successiva, Roode viene sconfitto da Bram. Nel secondo match della serie i Dirty Heels perdono contro i Wolves, dopo un incontro molto impegnativo. Prima del terzo e possibilmente decisivo incontro della serie, viene incitato dal compagno di squadra Austin Aries ad utilizzare armi o oggetti contundenti qualora dovesse essere necessario e a fare di tutto per aggiudicarsi la sfida. Nel match vero e proprio, dopo essere stati messi in seria difficoltà dai Wolves ed aver sfiorato la sconfitta in diverse occasioni, Aries distrae l'arbitro lasciando a Roode la possibilità di colpire gli avversari con una sedia. Grazie all'utilizzo di quest'ultima, i Dirty Heels vincono l'incontro e si portano così sul 2-1.
Il 5 gennaio 2016, al debutto della TNA su Pop, Storm è tornato in TNA per salvare Bobby Roode dall'attacco di Eric Young e Bram; successivamente Storm ha detto che Roode voleva "tornare a divertirsi". Storm ha poi consegnato una birra a Roode per riunire ufficialmente i Beer Money. Il 12 gennaio Roode ha perso il suo King of the Mountain Championship con Eric Young, ma l'8 marzo i Beer Money incassano il Feast or Fired e vincono il TNA World Tag Team Championship contro i Wolfes.

### WWE (2016–presente)

#### NXT(2016–2017)
Il 1º aprile 2016 Roode apparve tra il pubblico in occasione di NXT TakeOver: Dallas poco prima del main event tra Finn Bálor e Samoa Joe per l'NXT Championship. Venne rivisto nel backstage in occasione di NXT TakeOver: The End, l'8 giugno, dove apparentemente prese parte ad una discussione privata con il General Manager William Regal. Successivamente, l'11 giugno, debuttò a sorpresa in occasione di un house show di NXT tenutosi al Download Festival di Donington Park UK, battendo Angelo Dawkins. Il 20 agosto, a NXT TakeOver: Brooklyn II sconfisse Andrade "Cien" Almas. Nel mese di ottobre propose un'alleanza con Tye Dillinger durante l'edizione 2016 del torneo Dusty Rhodes Tag Team Classic, ma vennero eliminati al primo turno dai SAnitY (Alexander Wolfe e Eric Young), con Roode che abbandonò Dillinger sul ring. Il 19 novembre, a NXT TakeOver: Toronto, Roode trionfò poi su Dillinger. Nella puntata di NXT del 14 dicembre, Roode sconfisse Oney Lorcan, qualificandosi per il Fatal 4-Way match della settimana successiva. Nella puntata seguente Roode vinse tale Fatal 4-Way match a eliminazione sconfiggendo Andrade "Cien" Almas, Roderick Strong e Tye Dillinger, diventando il contendente nº1 all'NXT Championship di Shinsuke Nakamura. Il 28 gennaio, a NXT TakeOver: San Antonio, Roode sconfisse poi Nakamura conquistando per la prima volta l'NXT Championship. Nella puntata di NXT del 16 marzo Roode mantenne il titolo contro Kassius Ohno. Il 1º aprile, a NXT TakeOver: Orlando, Roode sconfisse nuovamente Nakamura mantenendo il titolo NXT. Il 20 maggio, a NXT TakeOver: Chicago, Roode ha difese il titolo contro Hideo Itami. Nella puntata di NXT del 5 luglio Roode mantenne la cintura contro Roderick Strong. Il 19 agosto, a NXT TakeOver: Brooklyn III, Roode perse il titolo a favore di Drew McIntyre dopo 203 giorni di regno.

#### United States Champion (2017–2018)
Debuttò nel main roster come face nella puntata di SmackDown del 22 agosto sconfiggendo Aiden English. L'8 ottobre, debuttò in PLE a Hell in a Cell, sconfiggendo Dolph Ziggler e nel post match, venne colpito dalla Zig Zag del rivale. Nella puntata di SmackDown del 31 ottobre sconfisse ancora Ziggler in un 2-out-of-3 Falls match per 2-1, conquistando un posto nel Team SmackDown per Survivor Series. Il 19 novembre, a Survivor Series, prese parte al 5-on-5 Traditional Survivor Series Elimination match contro il Team Raw ma venne eliminato da Braun Strowman. Il 17 dicembre, a Clash of Champions, partecipò ad un Triple Threat match per lo United States Championship che includeva anche il campione Baron Corbin e Dolph Ziggler ma il match venne vinto da quest'ultimo. Nella puntata di SmackDown del 26 dicembre sconfisse Baron Corbin nei quarti di finale di un torneo per la riassegnazione dello United States Championship (reso vacante da Ziggler). Nella puntata di SmackDown del 16 gennaio Roode sconfisse Mojo Rawley nella semifinale del torneo e, quella stessa sera, sconfisse Jinder Mahal nella finale, conquistando così lo United States Championship. Il 28 gennaio, nel kickoff della Royal Rumble, difese con successo il titolo contro Mojo Rawley. L'11 marzo, a Fastlane,  perse il titolo contro Randy Orton dopo 54 giorni di regno. L'8 aprile, a WrestleMania 34, partecipò ad un Fatal 4-Way match per lo United States Championship che includeva anche il campione Randy Orton, Jinder Mahal e Rusev ma il match è stato vinto da Mahal.

#### Alleanza con Chad Gable (2018–2019)
Con lo Shake-up del 16 aprile 2018 Roode passò al roster di Raw. Il 27 aprile, a Greatest Royal Rumble, Roode partecipò al Royal Rumble match a 50 uomini entrando col numero 25 ma venne eliminato da Baron Corbin. Nella puntata di Raw del 14 maggio Roode vinse un Triple Threat match che includeva anche Baron Corbin e No Way Jose, qualificandosi per il Money in the Bank Ladder match. Il 17 giugno, a Money in the Bank, Roode partecipò al match omonimo insieme a Braun Strowman, Finn Bálor, Kevin Owens, Kofi Kingston, The Miz, Rusev e Samoa Joe ma il match venne vinto da Strowman. Dalla puntata di Raw del 3 settembre Roode iniziò a far coppia con Chad Gable, e solo due mesi dopo i due ebbero un'opportunità titolata al Raw Tag Team Championship degli AOP dopo averli sconfitti nella puntata di Raw del 19 novembre in un match non titolato. Nella puntata di Raw del 10 dicembre Gable e Roode trionfarono sugli AOP e Drake Maverick in un 3-on-2 Handicap match, vincendo il Raw Tag Team Championship per la prima volta. Nella puntata di Raw del 24 dicembre Roode e Gable mantennero i titoli contro i Revival. Nella puntata di Raw del 7 gennaio Roode e Gable difesero nuovamente i titoli di coppia di Raw contro i Revival in un Lumberjack match nonostante uno schienamento non legale. Nella puntata di Raw del 21 gennaio Roode e Gable difesero per la terza volta contro i Revival in un match arbitrato da Curt Hawkins. Il 27 gennaio, nel Kick-off della Royal Rumble, Roode e Gable sconfissero la coppia formata da Rezar e Scott Dawson in un match non titolato. Nella puntata di Raw dell'11 febbraio Roode e Gable persero poi i titoli contro i Revival dopo 63 giorni di regno. Il 10 marzo, a Fastlane, Roode e Gable parteciparono ad un Triple Threat Tag Team match per il Raw Tag Team Championship che includeva anche i campioni, i Revival, e Aleister Black e Ricochet ma il match venne vinto dai Revival. Il 7 aprile, nel Kick-off di WrestleMania 35, Roode partecipò all'André the Giant Memorial Battle Royal ma venne eliminato da Matt Hardy. Il 16 aprile, a causa dello Shake-up, Gable venne mandato a SmackDown, segnando di fatto la fine della sua alleanza con Roode.

#### Alleanza con Dolph Ziggler (2019–2022)
Nella puntata di Raw del 22 aprile Roode, dopo aver concluso la sua alleanza con Chad Gable, adottò il suo nome reale Robert Roode e affrontò e sconfisse Ricochet. Nella puntata di Raw del 6 maggio Roode affrontò nuovamente Ricochet per potersi inserire nel Money in the Bank Ladder match al suo posto venne sconfitto. Nella puntata di Raw del 20 maggio Roode schienò Titus O'Neil sullo stage conquistando il nuovo 24/7 Championship, ma poco dopo perse la cintura contro R-Truth nel parcheggio dell'arena. Nella puntata di Raw del 26 agosto Roode iniziò a fare coppia con Dolph Ziggler e i due hanno vinsero un Tag Team Turmoil match eliminando per ultimi gli Heavy Machinery, diventando i contendenti nº1 al Raw Tag Team Championship. Il 15 settembre, a Clash of Champions, Ziggler e Roode sconfissero Braun Strowman e Seth Rollins conquistando il Raw Tag Team Championship per la prima volta (con questa vittoria Ziggler passò al roster di Raw). Nella puntata di Raw del 30 settembre Ziggler e Roode difesero con successo i titoli contro gli Heavy Machinery. Nella puntata di Raw del 14 ottobre Ziggler e Roode persero i titoli contro i Viking Raiders dopo 29 giorni di regno; nella stessa puntata, Ziggler e Roode passarono al roster di SmackDown per effetto del Draft. Il 24 novembre, nel Kick-off di Survivor Series, Ziggler e Roode vinsero una 10-man Battle Royal eliminando per ultimi gli Street Profits. Il 10 dicembre Roode venne sospeso per trenta giorni per una violazione del Wellness Program. Il 26 gennaio, alla Royal Rumble, Roode partecipò al match omonimo entrando col numero 4 ma venne eliminato dal WWE Champion Brock Lesnar. L'8 marzo, ad Elimination Chamber, Ziggler e Roode parteciparono all'omonimo incontro per lo SmackDown Tag Team Championship, detenuto da John Morrison e The Miz, che comprendeva anche gli Heavy Machinery, i Lucha House Party (Gran Metalik e Lince Dorado), il New Day (Big E e Kofi Kingston) e gli Usos ma il match venne vinto dai campioni. Il 12 ottobre, per effetto del Draft, Roode passò al roster di SmackDown; quella stessa sera, lui e Ziggler affrontarono il New Day (Kofi Kingston e Xavier Woods) per il Raw Tag Team Championship ma vennero sconfitti. Nella puntata di SmackDown del 16 ottobre Ziggler e Roode affrontarono gli Street Profits per lo SmackDown Tag Team Championship ma vennero sconfitti per squalifica. Il 22 novembre, nel Kick-off di Survivor Series, Roode partecipò ad una Battle Royal tra Raw e SmackDown ma venne eliminato da Dominik Mysterio. Nella puntata di SmackDown del 18 dicembre Ziggler e Roode affrontarono per la seconda volta gli Street Profits per lo SmackDown Tag Team Championship ma sono stati sconfitti. Nella puntata di SmackDown dell'8 gennaio 2021 Ziggler e Roode riuscirono poi a trionfare sugli Street Profits conquistando così lo SmackDown Tag Team Championship per la prima volta. Nella puntata di SmackDown del 12 febbraio Ziggler e Roode vennero sconfitti da Cesaro e Daniel Bryan in un match non titolato, fallendo nell'opportunità di qualificarsi per l'Elimination Chamber match. Nella puntata di SmackDown del 9 aprile Ziggler e Roode difesero con successo i titoli in un Fatal 4-Way Tag Team match valevole per lo SmackDown Tag Team Championship contro Chad Gable e Otis, Dominik Mysterio e Rey Mysterio e gli Street Profits. Il 16 maggio, a WrestleMania Backlash, Ziggler e Roode persero i titoli contro Dominik e Rey Mysterio dopo 128 giorni di regno. Il 5 ottobre, per effetto del Draft, Ziggler e Roode passarono al roster di Raw. Nella puntata di Raw del 25 ottobre Ziggler e Roode vinsero un Triple Threat Tag Team match contro Chad Gable e Otis e gli Street Profits conquistando un'opportunità titolata immediata per il Raw Tag Team Championship, ma quella stessa sera persero il match titolato contro i campioni, gli RK-Bro. Il 21 novembre, a Survivor Series, Roode prese parte ad una Battle Royal dedicata a The Rock ma venne eliminato. Il 29 novembre, a Raw, Ziggler e Roode affrontarono nuovamente gli RK-Bro per il Raw Tag Team Championship ma vennero sconfitti. La settimana dopo, a Raw, Roode affrontò Damian Priest per lo United States Championship ma venne sconfitto. Il 29 gennaio Roode partecipò alla Royal Rumble entrando col numero 4 ma venne eliminato da AJ Styles. Nella puntata di SmackDown del 1º aprile Roode prese parte all'annuale André the Giant Memorial Battle Royal ma venne eliminato da Madcap Moss.
Nell'episodio del 6 giugno di Raw, Roode e Ziggler sono tornati per la prima volta dopo mesi, dove sono apparsi per un segmento di intervista sul palco ma sono stati interrotti da Omos e MVP. Ziggler ha poi colpito MVP con un superkick e sia Roode che Ziggler sono stati cacciati fuori dall'arena da Omos, turnando quindi face.
Roode ha combattuto il suo ultimo match il 25 giugno in un evento dal vivo, perdendo contro Omos.

#### Ritiro e nuovo ruolo come producer
Il 29 settembre 2022, è stato riferito che Roode era stato sottoposto a un intervento chirurgico di fusione delle vertebre C5-C6 e sarebbe stato quindi fuori servizio a tempo indeterminato. Nel maggio 2023, Roode è stato sottoposto a fusione delle vertebre C4-C5.
Ad agosto, Roode passò dall'essere un concorrente attivo ad assumere il ruolo di producer d'incontri.
Il 22 febbraio 2024, Roode ha dichiarato in un'intervista su Insight con Chris Van Vliet che, nonostante fosse stato autorizzato a lottare, un suo ritorno non sarebbe avvenuto, annunciando di fatto il suo ritiro dalle competizioni sul ring.

## Vita privata
Robert Roode e sua moglie Tracy hanno tre figli maschi: Bobby III, Riley e Nicholas.

## Personaggio

### Mosse finali
- Arm trap crossface – 2011–2016
- Fujiwara armbar – 2011
- Glorious Bomb (Pumphandle slam) – 2016
- Glorious DDT (Lifting DDT) – 2016–presente
- Northern Lariat (Lariat alla nuca dell'avversario) – 2004–2006
- Pay Off (Bridging fisherman suplex) – 2011–2013; 2015–2016
- Roode Bomb (Fireman's carry neckbreaker slam) – 2013–2017

### Soprannomi
- "The Canadian Enforcer"
- "The Glorious One"
- "The It Factor"
- "The Natural"
- "The Leader of the Selfish Generation"
- "Total"

## Titoli e riconoscimenti
- All Canadian Pro Wrestling
  - ACPW Heavyweight Championship (1)
- Atlantic Coast Wrestling
  - ACW International Heavyweight Championship (1)
- Border City Wrestling
  - BCW Can-Am Heavyweight Championship (1)
  - BCW Can-Am Tag Team Championship (1) – con Petey Williams

- National Wrestling Alliance
  - NWA World Tag Team Championship (2) – con Eric Young

- Prime Time Wrestling
  - PTW Heavyweight Championship (2)

- Pro Wrestling Illustrated
  - Tag Team of the Year (2008, 2011) con James Storm
  - 2º tra i 500 migliori wrestler singoli nella PWI 500 (2012)

- Real Action Wrestling
  - RAW Heavyweight Championship (4)

- Total Nonstop Action Wrestling
  - TNA World Tag Team Championship (6) – con James Storm (5) e Austin Aries (1)
  - TNA World Heavyweight Championship (2)
  - TNA King of the Mountain Championship (1)

- Twin Wrestling Entertainment
  - TWE Heavyweight Championship (1)

- Universal Wrestling Alliance
  - UWA Heavyweight Championship (2)
  - UWA Tag Team Championship (1) – con Petey Williams

- WWE
  - WWE Raw Tag Team Championship (2) – con Chad Gable (1) e Dolph Ziggler (1)
  - WWE SmackDown Tag Team Championship (1) – Dolph Ziggler
  - WWE United States Championship (1)
  - WWE 24/7 Championship (1)
  - NXT Championship (1)